# Mana (Guyane)
Pour les articles homonymes, voir Mana.
Mana est une commune française située en Guyane.

## Géographie

En rouge le territoire communal de Mana.

Les communes limitrophes sont  Awala-Yalimapo, Iracoubo, Papaichton, Saint-Laurent-du-Maroni, Saint-Élie et Saül.

### Localisation
La commune se trouve sur le sous-continent de l'Amérique du Sud. La ville est située dans l'Ouest guyanais au bord du fleuve Mana non loin de l'embouchure du Maroni. La commune est traversée par les Montagnes de la Trinité atteignant une altitude maximale de 636 mètres. Au nord de la commune se trouve une zone côtière bordée par l'Océan Atlantique.
De Mana dépend également le village de Javouhey peuplé essentiellement par des habitants Hmong exilés du Laos.
|                                               | Océan Atlantique |                     |
| Awala-Yalimapo Maroni Saint-Laurent-du-Maroni | Mana             | Iracoubo Saint-Élie |
| Grand-Santi                                   | Saül             |                     |

### Climat
Le climat y est de type équatorial humide, type Af selon la classification de Koppen.

## Urbanisme

### Typologie
Mana est une commune rurale, car elle fait partie des communes peu ou très peu denses, au sens de la grille communale de densité de l'Insee,,,. Elle appartient à l'unité urbaine de Mana, une agglomération intra-départementale regroupant 1 commune et 11 364 habitants en 2022, dont elle est une ville isolée,.
La commune, bordée par l'océan Atlantique au nord et par le Maroni à l'ouest sur quelques kilomètres, est également une commune littorale au sens de la loi du 3 janvier 1986, dite loi littoral. Des dispositions spécifiques d’urbanisme s’y appliquent dès lors afin de préserver les espaces naturels, les sites, les paysages et l’équilibre écologique du littoral, par exemple le principe d'inconstructibilité, en dehors des espaces urbanisés, sur la bande littorale des 100 mètres, ou plus si le plan local d’urbanisme le prévoit,.

## Toponymie
La commune porte le nom du fleuve Mana qui passe sur son territoire.

## Histoire
En 1821, le ministère de la Marine et des Colonies installe en Guyane le gouverneur Pierre Bernard Milius dans l'idée de changer la politique coloniale : au lieu de faire déporter des « noirs », le ministère veut tenter de faire venir des « blancs ». Le lieu-dit Nouvelle-Angoulême, sur les rives du Mana, devient le lieu de cette expérimentation, et quelques familles allemandes, françaises et acadiennes s'y installent. Les mauvaises récoltes, les fièvres, les querelles découragent les colons, qui obtiennent tous leur rapatriement en 1828. Toutefois, Anne-Marie Javouhey, qui s'était elle aussi établi dès 1822 avec l'ordre religieux qu'elle a créée, a convaincu le ministère de tenter un autre projet. En 1828, elle commence à faire bâtir un lieu plus en aval sur le Mana, à l'emplacement de la ville actuelle, qui était déjà occupé par des Amérindiens. Son intention est d'y faire travailler les esclaves.
Dans ce camp d'esclaves de Mana, à partir de l'interdiction de la traite négrière dans l'empire français, l'État envoie à Javouhey les « esclaves libérables »: en effet, malgré l'interdiction, des bateaux continuent de déporter des Africains pour les vendre en Guyane. Lorsque le gouvernement colonial surprend un tel débarquement, il met les personnes sous l'autorité des nonnes de Mana.
Un bagne pour femmes a été ouvert à Mana au XIXe siècle, fermé début XXe. Dans les années 1930, le premier home indien destiné à l'évangélisation des enfants des Amérindiens fut créé à Mana, par la collaboration des sœurs de Saint-Joseph de Cluny et des missionnaires spiritains. Ce pensionnat était situé derrière l'église de Mana. Le home féminin ferme en 1970 alors que 70 filles étaient encore en pension.
Dans les années 1980, une communauté de réfugiés Hmong du Laos a été installée à proximité à Javouhey puis, dans les années 1990, des Personnes Provisoirement Déplacées du Suriname (PPDS) ont été accueillies sous le patronage du HCR.

## Politique et administration

### Liste des maires
| Période                                  | Période                   | Identité                     | Étiquette      | Qualité |
| ---------------------------------------- | ------------------------- | ---------------------------- | -------------- | --- |
| Les données manquantes sont à compléter. |                           |                              |                | |
| 1919                                     | 1926                      | Michel Tourville (1862-1956) |                | Administrateur |
|                                          |                           |                              |                | |
| 1946                                     | 1976                      | Yves Patient (1914-1982)     |                | |
| 1977                                     |                           | Emmanuel Bellony (1917-1987) | RPR            | Conseiller général de Mana (1979 → 1985) Président du conseil général (1982 → 1985) |
| 1983                                     | mars 1989                 | Joseph Pavant                | DVG            | |
| mars 1989                                | novembre 2017             | Georges Patient              | DVG            | Consultant financier Sénateur de la Guyane (2008 → ) Conseiller général de Mana (1985 → 1998) Vice-président du conseil général (1985 → 1998) Président de la CC de l'Ouest guyanais (1994 → 2001) |
| novembre 2017                            | En cours (au 24 mai 2020) | Albéric Benth                | DVG (app. PSG) | Agriculteur Ancien conseiller général de Mana (2004 → 2015) Ancien vice-président du conseil général (2008 → 2011) Réélu pour le mandat 2020-2026                                                  |

## Population et société

### Démographie
L'évolution du nombre d'habitants est connue à travers les recensements de la population effectués dans la commune depuis 1961, premier recensement postérieur à la départementalisation de 1946. À partir de 2006, les populations de référence des communes sont publiées annuellement par l'Insee. Le recensement repose désormais sur une collecte d'information annuelle, concernant successivement tous les territoires communaux au cours d'une période de cinq ans. Pour les communes de plus de 10 000 habitants les recensements ont lieu chaque année à la suite d'une enquête par sondage auprès d'un échantillon d'adresses représentant 8 % de leurs logements, contrairement aux autres communes qui ont un recensement réel tous les cinq ans,.

En 2022, la commune comptait 11 364 habitants, en évolution de +7,55 % par rapport à 2016 (Guyane : +7,07 %, France hors Mayotte : +2,11 %).
| 1961  | 1967 | 1974  | 1982  | 1990  | 1999  | 2006  | 2011  | 2016   |
| ----- | ---- | ----- | ----- | ----- | ----- | ----- | ----- | ------ |
| 1 075 | 875  | 1 063 | 1 429 | 4 945 | 5 445 | 7 837 | 9 081 | 10 566 |

| 2021   | 2022   | - | - | - | - | - | - | - |
| ------ | ------ | - | - | - | - | - | - | - |
| 11 764 | 11 364 | - | - | - | - | - | - | - |

### Sports et loisirs
Équipement sportif :
- Stade Guy-Mariette.

Clubs sportifs :
- ASJ Mana, football ;
- US Mananaise, football.

## Économie
Mana était le premier producteur de riz du département. Quatre compagnies rizicoles et une coopérative semencière étaient en activité. Trois étaient situées sur la rive droite de la rivière Mana et une sur la rive gauche. La majorité du riz produit en Guyane était exporté vers l'Europe. La production de riz se faisait sur des polders de grandes superficies. La plupart des opérations de semence et de traitement se faisait par avion.
Actuellement, les rizières sont quasiment à l'abandon.

## Culture locale et patrimoine

### Lieux et monuments
- L'église Saint-Joseph est classée Monument historique[24]. L'église est dédiée à saint Joseph.

### Patrimoine environnemental
- Réserve naturelle nationale de l'Amana[25].
- Réserve naturelle nationale de la Trinité[26].

### Personnalités liées à la commune
- Anne-Marie Javouhey (1779-1851), fondatrice d'un ordre religieux missionnaire.
- Georges Patient (1949), personnalité politique française.
- Chantal Berthelot (1958), personnalité politique française.